# GAZ-14 Čajka
La GAZ-14 Čajka è un'automobile prodotta dalla GAZ dal 1977 al 1989 e facente parte del marchio Čajka.

## Il contesto
Il veicolo sostituisce la GAZ-13, sebbene la produzione di entrambe le versioni si sia sovrapposta fino al 1981. Il primo prototipo venne realizzato nel 1967. Anche se visivamente moderno e dotato delle ultime caratteristiche elettroniche di lusso, trasmissione e telaio derivano dal modello precedente. Grazie alle dimensioni, più imponenti, alla meccanica e al comfort, la GAZ-14 era molto più vicina alle più lussuose ZIL di quanto non fosse l'antenata.

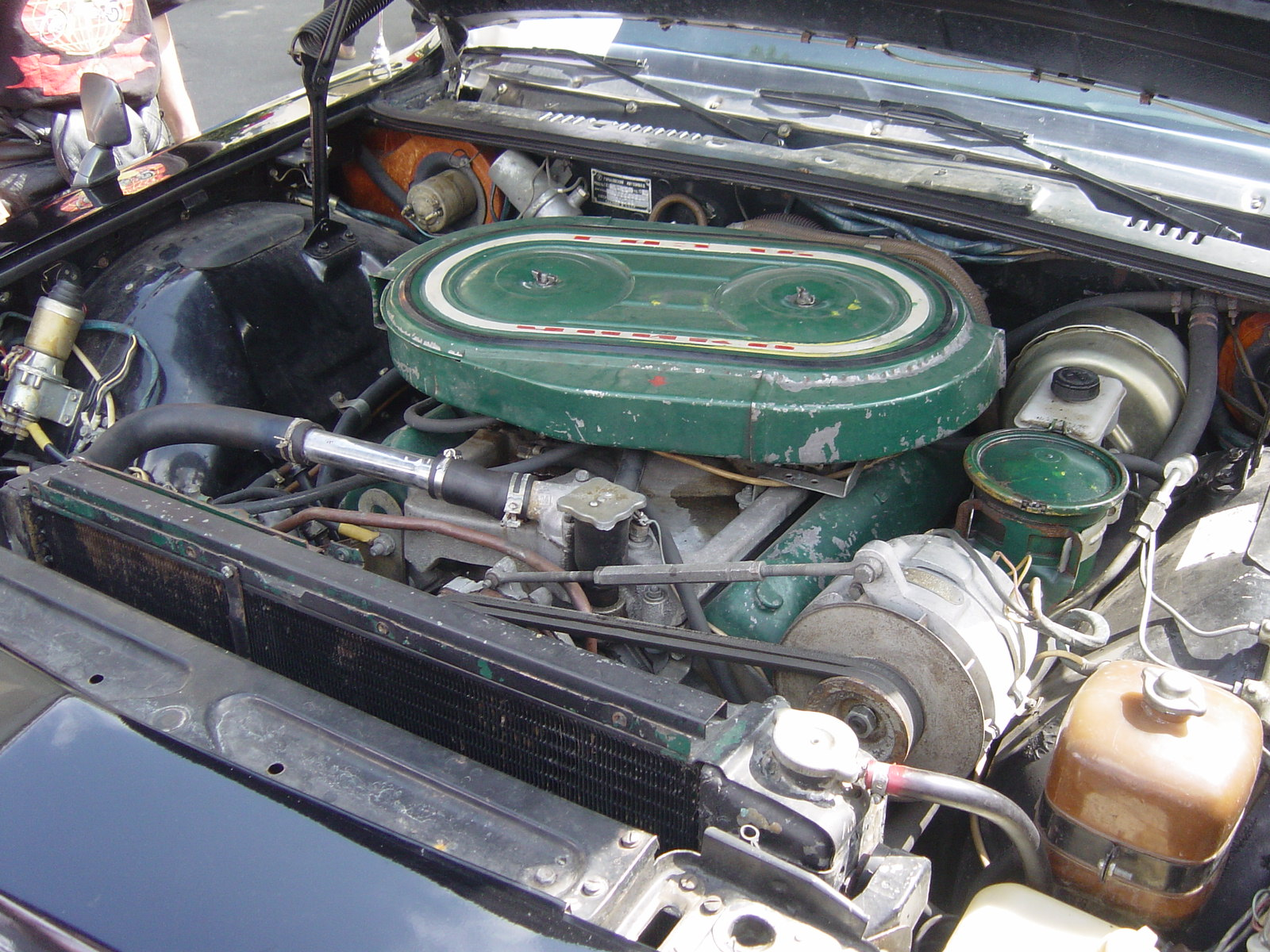
Il motore

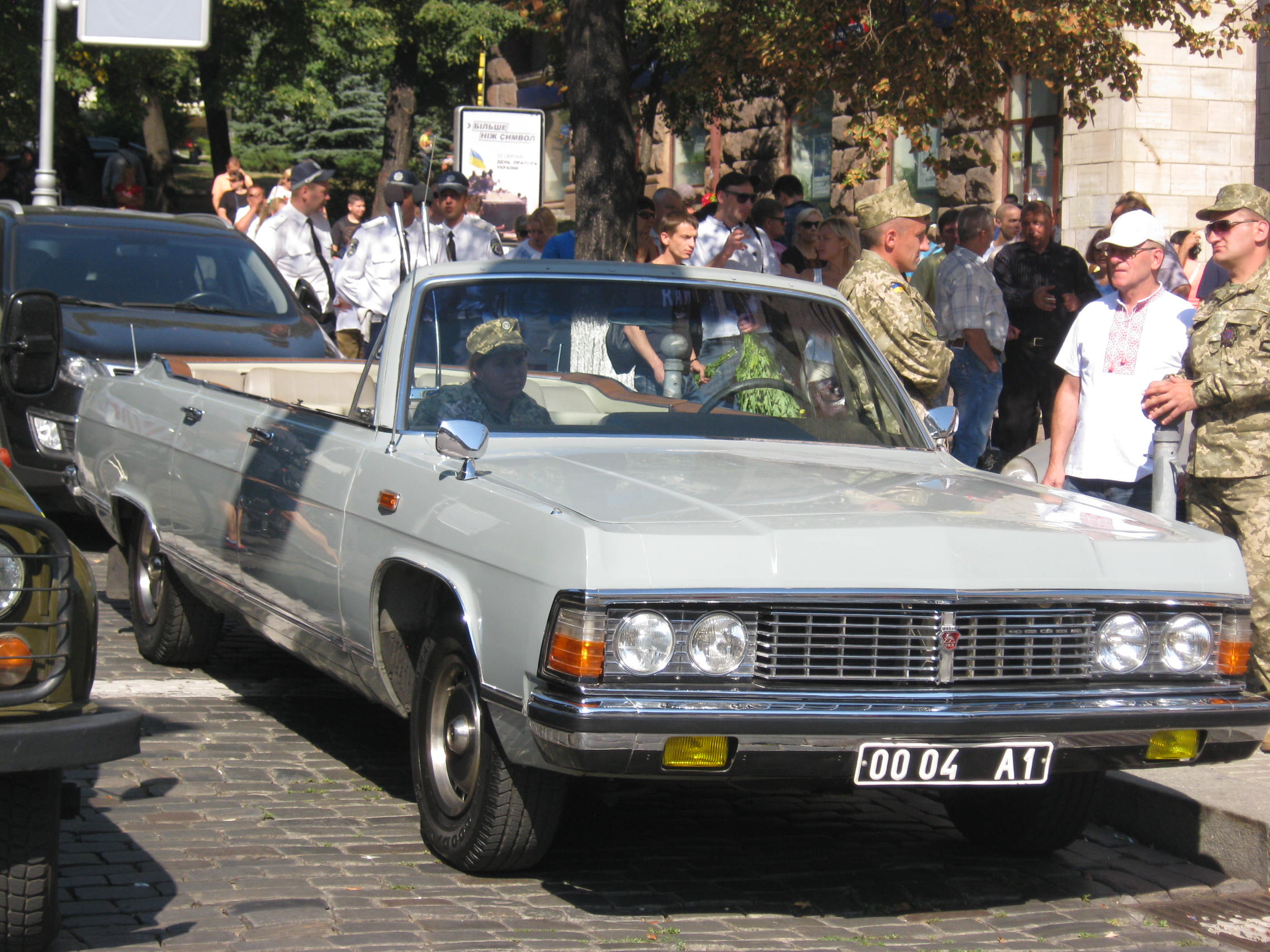
GAZ-14-05

Il motore è rimasto sostanzialmente lo stesso del GAZ-13, ma grazie alla modifica della fasatura delle valvole, dei nuovi collettori di aspirazione e scarico, dell'introduzione di un sistema di alimentazione a due carburatori e altri accorgimenti, la potenza massima passa da 195 a 220 CV, diminuendo l'accelerazione di un quarto e portando la velocità massima a 175 km/h. Per ridurre il rumore del sistema di distribuzione del gas, ridurre la quantità di manutenzione e aumentare la stabilità del funzionamento del motore, vengono introdotti alzavalvole con compensatore idraulico del traferro. La puleggia dell'albero motore era dotata di uno smorzatore di vibrazioni torsionali, che riduceva il livello di vibrazioni. È apparso un sistema di accensione elettronica a contatto-transistor più affidabile che fornisce una maggiore stabilità del motore alle alte velocità, inoltre, per garantire la massima affidabilità, i suoi elementi sono stati duplicati. È stato installato un sistema di ventilazione del carter chiuso per migliorare l'affidabilità delle guarnizioni, ridurre l'inquinamento e ridurre le emissioni.
Di questa limousine, dotata di sette posti e di una speciale insonorizzazione, venne introdotta nel 1982 la versione decappottabile, la GAZ-14-05, utilizzata principalmente per le parate. Nonostante fosse popolare, la produzione della Čajka ha affrontato molti problemi quando l'attrezzatura del veicolo è stata distrutta per ordine di Gorbačëv in perestrojka.   La produzione di circa cento esemplari annui terminò nel 1989, a seguito della soppressione del marchio Čajka. Nonostante l'auto fosse destinata principalmente ai governatori locali, dato che ai capi di stato spettavano le più lussuose ZIL, una GAZ-14 venne posseduta da Fidel Castro.